# Dane County
Dane County är ett administrativt område i södra delen av delstaten Wisconsin, USA, med 488 073 invånare (2010). Den administrativa huvudorten (county seat) är Madison, tillika huvudstad i Wisconsin.

## Geografi
Enligt United States Census Bureau har countyt en total area på 3 207 km². 3 113 km² av den arean är land och 94 km² är vatten.

### Angränsande countyn
- Columbia County - nord
- Dodge County - nordost
- Jefferson County - öst
- Rock County - sydost
- Green County - syd
- Iowa County - väst
- Sauk County - nordväst

### Större orter
- Madison med   221 500 invånare
- Fitchburg – 20 500
- Sun Prairie – 20 400
- Stoughton – 12 700